# ال هارکر
ال هارکر (انگلیسی: Al Harker؛ ۱۱ آوریل ۱۹۱۰ – ۳ آوریل ۲۰۰۶) یک بازیکن فوتبال اهل ایالات متحده آمریکا بود.